# Orquestra
Una orquestra és un conjunt instrumental. Dit d'una altra manera, una agrupació de músics en representació dels diferents instruments que existeixen, dirigits normalment per un director, i que interpreten l'obra de manera conjunta.
A part de l'orquestra simfònica, tal com se la coneix popularment, es poden trobar altre tipus d'agrupacions orquestrals segons el que requereixi l'obra a interpretar, com per exemple poden ser: l'orquestra de cambra (un format reduït de la simfònica), l'orquestra de corda (amb només representació d'aquesta tipologia d'instruments), l'orquestra simfònica amb cor, l'orquestra simfònica amb solistes vocals o instrumentals, etc. A més a més, la instrumentació pot variar prou en funció del criteri del compositor, així com el nombre total d'integrants de l'orquestra. Però si ens limitem al patró més corrent d'orquestra, cal citar certs instruments, llistats a sota.

## L'orquestra clàssica[1]
Al 1750 ja estava establerta una cultura orquestral diferenciada d'altres cultures musicals (banda, ministrils...). Els músics viatjaven molt per tocar en diferents orquestres i inclús a vegades, es desplaçaven a altres països. Ho facilitava l'homogeneïtat de les plantilles, els instruments i les partitures.
L’orquestra clàssica es caracteritzava per tres aspectes estables:
- la instrumentació (violins, violes, violoncels i contrabaixos, flautes, oboès, trompes i fagots, teclat continu, trompetes i timbals opcionals —els clarinets van ser incorporats a finals del període).
- l’organització interna (es van estandarditzar les 4 seccions: dues seccions de violins, una de violes, i una altra de baixos que incloïen tant els violoncels, contrabaixos, fagots i teclat. Els vents s’utilitzaven en parelles).
- l’equilibri i les proporcions (els violins eren entre el 50 i 70% de la corda, però els vents variaven entre el 20 i el 50 %).

L’orquestra clàssica va ser fundada en base a aquestes quatre parts de corda (violins I i II, violes i baix), a les quals es van sumar les dels vents parelles. No obstant, hi ha excepcions, com les orquestres dels oratoris, que acostumaven a ser més grans, o les orquestres italianes, que utilitzaven contrabaixos de tres cordes, i les alemanyes i franceses, que utilitzaven els contrabaixos de quatre o cinc cordes.
Constructivament, els violins i les violes van sofrir diversos canvis al llarg del segle XVII i XVIII: les cordes greus de tripa es van substituir per les recobertes amb filferro de plata o coure i els arcs corbats del Barroc es van començar a allargar. Tot i això, durant la primera meitat del segle xix amb prou feines van sofrir més canvis, ja que es van continuar utilitzant instruments fets amb patrons del segle xvii, amb cordes de tripa, tot i que alguns instruments fossin reconstruïts per luthiers per modernitzar-los. El major canvi es va produir als arcs, on el arc Tourte, amb la seva corba còncava, punta ponderada i tensor de cargol, va reemplaçar l’antic arc barroc.
Els instruments de vent fusta van ser sotmesos a un frenesí d’experimentació i millora. És rellevant la introducció del clarinet a l’orquestra, que va passar entre els anys 1740 i 1815 gràcies a les millores tècniques que es van implantar en l’instrument; arrel de les quals també va poder-se ampliar el seu registre. Els instruments resultants després de les millores van poder tocar més ràpid, més fort i amb més seguretat en l’afinació.
Els canvis entre els instruments de vent metall van ser encara més grans. Els trombons, que en el segle XVIII s’havien utilitzat principalment en esglésies, es van afegir a la majoria d’orquestres. Les tubes van anar poc a poc substituint a una successió d'altres instruments amb embocadura com el serpentó, etc..
Entre el 1740 i el 1815, es veu una tendència cap a la diferenciació de les funcions dels diferents grups instrumentals. Primerament, els vents doblaven les parts de les cordes i mantenien les harmonies; no obstant, durant la segona meitat del segle XVIII van anar adquirint més diferenciació mitjançant diferents combinacions per agregar efectes i altres colors orquestrals. El paper de baix en l’orquestra era exercit per diferents instruments: violoncels, contrabaixos i teclat i fagot. En un principi, el baix tocava la mateixa línia que el teclat però aquest hi afegia harmonies improvisades. Però la presència de diferents instruments en el baix va crear la possibilitat de redistribuir el baix. Així, els contrabaixos, violoncels i els fagots es van anar diferenciant cada vegada més progressivament. La línia del baix continu va anar desapareixent a mesura que es va anar desenvolupament l’orquestra clàssica. Amb la seva desaparició i el naixement de nous instruments de vent de fusta i metall, el model de l’orquestra va passar de ser distribuït de quatre parts a tres seccions principals: cordes, instruments de vent, instrument de metall. Aquesta organització es va començar a utilitzar des de la primera meitat del segle xix, afegint-se una creixent secció de percussió.
La figura del director va ser una altra creació de la primera meitat del segle xix. La direcció musical requeia normalment en el primer violí de les orquestres. La figura que marcava el tempo en la música eclesiàstica es va afegir a l’òpera, i poc a poc, va començar a cobrar més importància, convertint-se en el precursor del director modern. El director va deixar de ser un músic de la orquestra que tocava un instrument i va començar a encarregar-se no només de marcar el tempo, sinó també d’assegurar-se que l’orquestra tocava afinada i amb les dinàmiques i expressivitat adequada.

## Instruments

Disposició dels instruments en una orquestra simfònica moderna.

Els instruments que componen l'orquestra simfònica poden ser molts, però els més comuns són els següents:
| - Vent fusta - Flautí - Flauta travessera - Flauta contralt - Oboè - Corn anglès - Requint - Clarinet - Clarinet baix - Fagot - Contrafagot | - Vent metall - Trompa - Trompeta - Trompeta píccolo - Corneta - Trombó - Tuba | - Percussió - Timbales - Caixa - Bombo - Plats - Tam-Tam - Gong - Pandereta - Triangle - Glockenspiel - Campanes - Cròtals - Castanyoles - Xilòfon | - Corda - Violí - Viola - Violoncel - Contrabaix - Piano - Arpa - Clavicèmbal |

## Orquestres de l'àmbit dels Països Catalans
- Orquestra Camerata XXI de Tarragona
- Orquestra Simfònica de Barcelona i Nacional de Catalunya
- Jove Orquestra de les Illes Balears
- Jove Orquestra Nacional de Catalunya
- Jove Orquestra de Ponent
- Orquestra de Cadaqués
- Orquestra de Joves Intèrprets dels Països Catalans
- Orquestra de València
- Orquestra de Cambra de l'Empordà
- Orquestra Simfònica de les Illes Balears 'Ciutat de Palma'
- Orquestra Simfònica del Gran Teatre del Liceu
- Orquestra Simfònica del Vallès
- Orquestra Simfònica Julià Carbonell de les Terres de Lleida
- Percujove
- Orquestra Simfònica Sant Cugat
- Orquestra Camera Musicae
- Orquestra de Cambra Barroca de Barcelona
- Camerata Eduard Toldrà
- Encontres Orquestrals de les Illes Balears Arxivat 2021-10-26 a Wayback Machine.
- Orquestra Camerata Balear
- Orquestra de Cambra de Mallorca
- Orquestra Lauseta
- Orquestra de Cambra de Granollers